# Cremades & Calvo-Sotelo
Cremades & Calvo-Sotelo es una firma internacional de abogados con sede en ocho países. Fundada en Madrid en 1995, está presidida por Javier Cremades, socio fundador, e integra a más de 200 abogados especialistas en todas las disciplinas del derecho.

## Desarrollo
Creado en 1995, el bufete pasó a llamarse «Cremades & Calvo-Sotelo» en el año 2000, al incorporarse al mismo Santiago Calvo-Sotelo y Olry de Labry, nieto del político José Calvo Sotelo.
La firma nació al comienzo de la era digital, siendo asesores en un sector de las telecomunicaciones recién liberalizado. En sus inicios se trataba de una boutique jurídica muy especializada en derecho de las TIC y que, con el paso de los años, se consolidó como una firma de referencia en todas las áreas del Derecho.
El bufete ha sido pionero en la provisión de servicios de carácter global con una asesoría completa a personas físicas y jurídicas desde una perspectiva eminentemente jurídica, así como institucional y de desarrollo de negocio. Es uno de los pocos despachos en España que ofrece servicios de relaciones institucionales y lobby.
El despacho igualmente se ha destacado por representar a la oposición venezolana en la defensa de Leopoldo López.

## Áreas de práctica
Corporate y M&A, Derecho procesal, Derecho civil, familia y sucesiones, Daños personales y seguros, Derecho inmobiliario, Derechos humanos, Derecho Administrativo, Nuevas tecnologías y protección de datos, Derecho de extranjería, Propiedad intelectual e industrial y derecho de la competencia, Derecho fiscal, Derecho laboral, Relaciones institucionales, lobby y desarrollo de negocio.

## Demandas colectivas
El bufete cuenta con un departamento dentro del área de derecho procesal dedicado a las demandas colectivas, y que nace con la creación de la Asociación Española de Accionistas Minoritarios de Empresas Cotizadas (AEMEC).  De este modo, a lo largo de su trayectoria, ha representado jurídicamente a diversos colectivos tales como: antiguos accionistas de Galerías Preciados respecto a la expropiación de Rumasa (2002); afectados por el caso Madoff; afectados por el cierre del espacio aéreo en el puente de la Constitución del año 2010; reclamación por la salida de Bankia a Bolsa; reclamación por la venta de Banco Popular; volatilización de ahorros en Novo Banco; defensa de accionistas en grupo MasMovil y exclusión de la empresa en su cotización en Bolsa; representación de Portland en OPA de FCC; o la revocación y restitución del yate Fortuna a la Fundación para la Cultura y el Turismo de las Islas Baleares, entre otros muchos casos. 

## Oficinas
Cremades & Calvo-Sotelo cuenta con quince delegaciones y tiene presencia en ocho países (Bogotá, Buenos Aires, Ciudad de México, París, Puerto Rico, Santiago de Chile y Tel Aviv).
La firma ha impulsado la creación de grupos profesionales de despachos y asociaciones internacionales de índole jurídica cuyos integrantes prestan servicios en cinco continentes tales como: Euro-Latam Lex, asociación de firmas independientes que prestan servicios legales y de negocio entre Latinoamérica y Europa; o la International Financial Litigation Network, red compuesta por más de veinte firmas de abogados de todo el mundo.
En este sentido, y desde el año 2019, Javier Cremades ocupa la presidencia de la World Jurist Association, o Asociación mundial de juristas, presente en 85 países y con estatus consultivo ante las Naciones Unidas.

## Profesionales
Cremades & Calvo-Sotelo integra a profesionales especializados en las distintas ramas del derecho nacional e internacional. Cuenta con un equipo de abogados, asesores de líderes de diferentes industrias, consultores y consultores jurídicos compuesto por ex embajadores, diplomáticos, magistrados del Tribunal Supremo, del Tribunal Constitucional, jueces, abogados del Estado, letrados del Consejo de Estado, notarios y letrados con un amplio expertise en las distintas disciplinas.
De igual modo, el despacho promueve la integración en su plantilla de abogados y juristas jóvenes de distintos países mediante la implementación de un programa de formación de posgrado combinado con prácticas profesionales 

## Escuela de Abogados
Cada año el Despacho incorpora entre 15 y 20 nuevos abogados. El proceso de selección pasa por un sistema dual, donde los abogados seleccionados trabajan como abogados y al mismo tiempo se forman con un Máster en una de las especialidades de la firma. Desde 1998 Cremades & Calvo-Sotelo colabora con diversas universidades para el desarrollo de varios postgrados destacando, entre ellos, el primer programa que se hizo en España de un Máster en Negocio y Derecho de las Telecomunicaciones, Internet y Audiovisual que cuenta ya con XXIV ediciones. Asimismo ofrece un Máster en Negocio y Derecho de la Energía (XVIII ediciones) y un Máster en Dirección de Asesoría Jurídica de Empresas (XV ediciones).
En 2018, junto con la Universidad Europea, se creó la Escuela de Abogados Cremades & Calvo-Sotelo, impartiéndose las clases de los tres Máster en la citada institución académica durante los cursos 2018 a 2020, ambos incluidos. En 2020 se firmó un Convenio con la Universidad San Pablo CEU para impartir estos postgrados, desde la citada fecha.
Cada año hay una convocatoria de becas parciales y completas para la realización de los diferentes másteres. Además, la Escuela de Abogados se nutre de un consejo académico compuesto por profesionales de las distintas ramas del derecho, las telecomunicaciones, la energía y la empresa cuyo objetivo es orientar y garantizar una formación óptima de los alumnos en los tres programas de máster que se ofrecen.

## Consejo Asesor
Cremades & Calvo-Sotelo cuenta con un consejo asesor integrado por profesionales altamente cualificados pertenecientes al mundo de la política, la economía, la diplomacia y el derecho nacional e internacional y que conforman un equipo consultor heterogéneo y equilibrado que coadyuvan a la mejor consecución de los fines y objetivos del despacho.

## Reconocimientos
La firma está entre los diez bufetes más prestigiosos de España. Sus abogados han recibido el reconocimiento como mejores abogados del año en varias ocasiones por la revista Forbes.  La prestigiosa guía jurídica Best Lawyers ha incluido en 2020 treinta abogados del bufete entre los más relevantes. La firma ha sido con frecuencia citada por los casos que representa en los principales medios del mundo, como Financial Times, New York Times, o Wall Street Journal, y sus abogados han sido entrevistados con asiduidad en diversas cadenas de radio y televisión, incluida la CNN.  

## Enlaces relacionados
- Página Web Cremades & Calvo-Sotelo

- Datos: Q106509726